# Café littéraire (émission de télévision)
Pour les articles homonymes, voir Café littéraire.
Café littéraire était une émission littéraire diffusée sur France 2 et présentée par Daniel Picouly du 5 septembre 2008 au 26 juin 2009.
Cette émission, dont le thème est orienté sur la littérature, remplace Esprits libres à partir de la rentrée 2008.
L'émission s'arrête le 26 juin 2009 en raison du départ de Daniel Picouly sur France 5.
Le 11 septembre 2009, elle est remplacée par Vous aurez le dernier mot.